# Ceropteris calomelanos
Ceropteris calomelanos là một loài thực vật có mạch trong họ Adiantaceae. Loài này được (L.) Underw. miêu tả khoa học đầu tiên năm 1902.